# شوفيار
شوفيار هي بلدية فرنسية تقع في إقليم الأردين في منطقة غراند إيست. 